# Psaroxantha calligenes
Psaroxantha calligenes là một loài bướm đêm thuộc họ Oecophoridae. Nó được tìm thấy ở Úc, bao gồm cả Tasmania.

## Hình ảnh

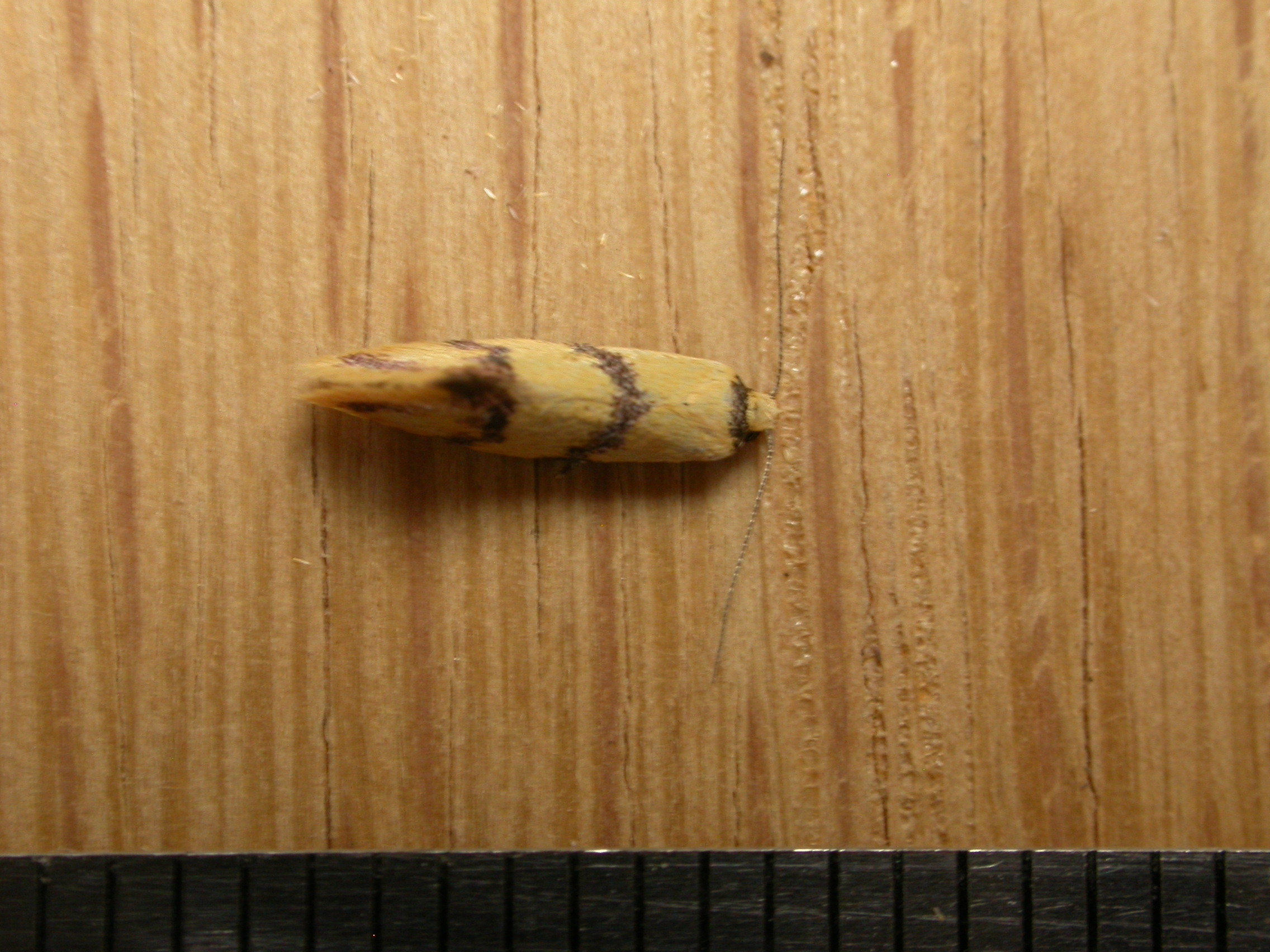